# Smscoin
SmsCoin是個行動付款提供商。該公司透過簡訊支付款項，目前能透過87國的數百家移動電話業者提供服務。

## 歷史

### 2006
SmsCoin計畫於2006年7月在四個國家展開（俄羅斯、烏克蘭、哈萨克斯坦、以色列），並提供sms:chat、sms:key以及sms:bank等三項服務。該年11月又開發出稱為sms:transit的新服務。該年年底，合作之國家已增加到十三個。

### 2007
2007年初，該公司又增加了幾個合作的國家，並且為檔案管理員與MIDlet開發出創新的軟體延伸功能，使得SmsCoin的客戶端更容易透過移動電話查閱他們網站的統計資料。該公司的英文網站於2月上線。該公司週年慶時，已經提供五種簡訊服務，並在十八個國家與五千個合作夥伴處理了超過一百萬個簡訊。

### 2008
2008年初，該公司提供新的軟體工具以幫助替常用的內容管理系統（CMS）開發立即可用的軟體模組。其中十個軟體工具在該公司的網站上發表。除此之外，還提供了全新的服務：sms:content。4月間，SmsCoin宣佈已經連上三十個國家。在這段行動付款競爭白熱化，廠商經營不易的時期，SmsCoin因為使用付款人數提高，以及提供合作夥伴簡短的程式碼，因此仍能成長茁壯。此外，在俄羅斯境內付款的貨幣為盧布，合作夥伴可以在短短的五天內請款。這在當時算是相當了不起的成就。10月到11月間，該公司又完成了更多成果：首先是提供技術支援，讓全世界的通訊方法都統一為使用簡訊。接著SmsCoin又把涵蓋版圖推廣到四十個國家。

### 2009
2009年三月SmsCoin宣佈一系列消息。首先是更大的涵蓋範圍：五十個國家，包括同時連接上幾個拉丁美洲的國家，接下來則是5月連上六個中東國家。三週年時該公司推出全新設計，並且結構改良的網站，藉此讓使用者更方便使用。很快的一個叫做sms:donate的新服務也上線了。該年年底，SmsCoin計畫已經涵蓋了六十五個國家與地區。中華人民共和國、台灣、香港都在最近的取得名單內。自從2008年起該公司推動改善計畫，2009年間立即可用的腳本語言程式庫因此大幅擴增，直到今天仍然不斷開發。

### 2010
2010年初對該公司算是相當成果豐碩，因為SmsCoin終於連上印度與賽普勒斯這兩個在行動付款上極為獨特的國家。加上幾個新加入的其他國家，該計畫的參與國家已經達到七十個，因此得以成為行動付款產業的主要領導廠牌之一。

## 獨特功能
SmsCoin是個開放原始碼的計畫。其註冊完全免費。並且為俄羅斯與全世界的市場提供幾種獨特與創新的功能：
- 八六餘國的涵蓋範圍，至今仍有幾個國家是任何其他類似服務所無法涵蓋的。
- 對多種內容管理系統提供完整，且立即可用的軟體模組，並對多種營運模式提供立即的解決方案。

作為一個具有高度競爭力的業者，SmsCoin已經得到很多廣為人知的客戶，例如HeroCraft、Odnoklassniki、Alawar Entertainment、以及Depositfiles。

## 評價
SmsCoin的服務曾經不只一次被用於詐欺。雖然所有的詐欺嘗試都被攔截下來，該公司過於簡單的註冊、設定與管理經常受到外界批評。

## Links
- 官方網站